# Muzeum Miasta Zgierza
Muzeum Miasta Zgierza – muzeum położone w Zgierzu. Placówka jest instytucją kultury, dla której organizatorem jest Gmina Miasto Zgierz.
Muzeum mieści się w pochodzącym z pierwszej połowy XIX wieku "Domu pod Lwami", który jest jego siedzibą od 1977 roku.
Aktualnie w muzeum prezentowane są następujące wystawy stałe:
- „Kruszówka – wnętrza mieszczańskie z przełomu XIX i XX wieku” – rekonstrukcja wnętrz mieszczańskich, należących do bogatej rodziny fabrykanckiej Małgorzaty i Juliana Krusche, pochodzących z końca XIX i początku wieku XX.
- „Z dziejów Zgierza” – wystawa prezentująca historię Zgierza XIX-wiecznego (makieta miasta z poł. XIX wieku) oraz dzieje pierwszych 4 dekad wieku XX.
- „Dziecięcy świat, zabawki z dawnych lat” (prezentowana w Domu Turysty, ul. Narutowicza 5) – ekspozycja obejmująca zbiór ponad tysiąca zabawek (głównie lalek), pochodzących z XX wieku. Prezentowane są lalki polskie oraz w strojach z różnych stron świata. Wśród eksponatów znajduje się m.in. porcelanowy serwis do herbaty, wyprodukowany przez ćmielowską fabrykę porcelany,

Muzeum jest obiektem całorocznym, czynnym codziennie, z wyjątkiem poniedziałków i sobót, oraz dni świątecznych.